# Sima de las Palomas
La sima de las Palomas (Torre-Pacheco, Región de Murcia, España), situada en el Cabezo Gordo (una de las elevaciones del Campo de Cartagena), es una sima kárstica de 20 m de profundidad en la que se han encontrado numerosos restos humanos de homínidos que se remontan al Pleistoceno Medio y Superior, entre ciento treinta mil y cuarenta y cinco mil años BP.

## Yacimiento
El yacimiento de la Sima de las Palomas es una cueva vertical que tiene 20 m de profundidad. En 1991 el naturalista y espeleólogo Juan Carlos Blanco Gago halló un esqueleto facial de Homo Neanderthalensis atrapado en una masa de brecha cementada, mientras descendía haciendo rápel por la Sima de las Palomas. Este nombre procede de las palomas torcaces que en esta habitaban. Su limpieza y análisis en el laboratorio reveló que era parte de unos maxilares y una mandíbula con gran parte de los dientes humanos, de tipología neandertal. Tras varias intervenciones arqueológicas, se confirmó la hipótesis de que el abrigo rocoso podría haber sido utilizado como vivienda y lugar de enterramiento del hombre de Neandertal.

## Contexto geográfico
El yacimiento está en la elevación rocosa del Cabezo Gordo, en el municipio de Torre-Pacheco, entre las pedanías de Balsicas, San Cayetano y Dolores de Pacheco. Es un paisaje protegido de gran importancia paleontológica, cultural y biótica. Con 312 m de altura, ha permanecido en la región alrededor de doscientos cincuenta millones de años. Está rodeado por una llanura cubierta de campos de cultivo que conforma su característico paisaje. Es por esta condición que el Cabezo Gordo es refugio de especies vegetales y animales únicas que huyen de la actividad agrícola. 
El Cabezo Gordo ha sido y es un centro minero muy importante del Campo de Cartagena y, como tal, cuenta en su interior con un alto volumen de galerías y túneles que datan de finales del siglo XIX y principios del XX. En 1913 ya se registraban quince explotaciones en la solana del cabezo, entre las que destaca la llamada "Espíritu Santo", que es muy posiblemente la actual Sima de las Palomas. Como tal, el yacimiento cuenta con un túnel horizontal artificial (que funciona como entrada) en el que se pueden apreciar las marcas del taladro para introducir la dinamita. La inexistencia de vetas de hierro en el interior de la Sima hace considerar a los arqueólogos que la actividad minera tenía como objetivo la extracción de agua de un pozo en la profundidad de la cueva, hoy seco.

## Intervenciones arqueológicas
Michael Walker, profesor de Antropología de la Universidad de Murcia es el coordinador científico del proyecto de excavación de la sima de las Palomas así como el de la Cueva Negra (en Caravaca, Murcia). Ambos yacimientos son codirigidos también por la Dra. María Haber Uriarte y el arqueólogo Mariano López Martínez.

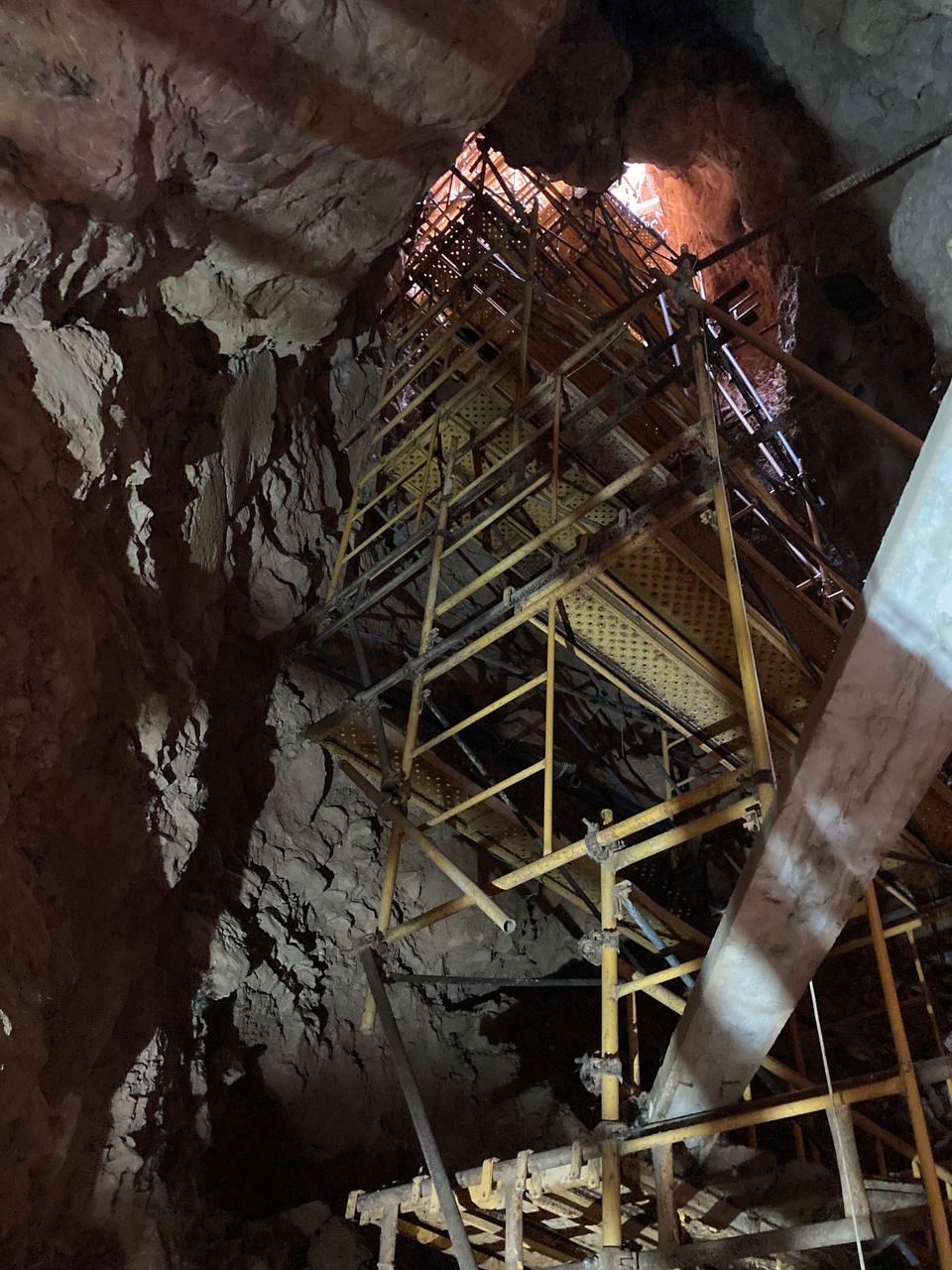
Torre de andamiaje de la Sima de las Palomas

El proceso de excavación fue complejo y continúa en la actualidad -una intervención de tres semanas por año, con excepción del parón de 2020-2021 por la pandemia de Covid-19-. La complejidad procedía de los estragos que los mineros habían llevado a cabo en la cueva, entre las que se encontraban el vaciado de la sima, dejando fuera el conglomerado de piedras y fósiles que la rellenaban. La primera excavación se inició durante el verano de 1994 tras construir una torre de andamiaje. Esta torre era necesaria para la intervención debido a la morfología de la cueva. Para comenzar, tuvieron que separar y limpiar una montaña de escombros, entre los que se encontraban materiales mineros y fósiles fuera de contexto. A pesar de estar descontextualizados, ofrecieron información sobre la riqueza del sedimento. Las excavaciones se llevaron a cabo, en primer lugar, en la pared oriental, erosionada de forma natural. La estrategia era expandir la intervención desde esta área hacia la occidental y septentrional. Hoy la zona de excavación arqueológica se asemeja a una L. La Sima de las Palomas utiliza una metodología de trabajo adaptada a su morfología. El material hallado es bajado en cubos por una tirolina desde lo alto de la torre de andamiaje hasta la base en la galería principal. En las intervenciones posteriores se ha recuperado una gran variedad de fósiles que han expandido el margen cronológico miles de años. 

## Restos arqueológicos
Tras excavaciones científicas posteriores se han encontrado más de trescientos dientes, fragmentos de huesos humanos, restos de animales y diversos utensilios líticos. En la excavación de 2015 ya se habían determinado, a través de dataciones, dos momentos diferentes de acumulación de sedimentos en el yacimiento. Por un lado, se constató que hubo un derrumbe de rocas entre hace entre cincuenta y cinco mil y cincuenta mil años. Contra este se halló otro cúmulo de sedimento en posición horizontal que data de unas fechas un poco más recientes: entre los cuarenta y cuatro mil y los cuarenta mil años. Las intervenciones posteriores -hasta 2019- han remontado la cronología del yacimiento a unos ciento treinta mil años. Las técnicas de datación y, en concreto, el análisis del polen, han revelado también una capa vegetal que indica unas temperaturas frías y húmedas que aún no habían alcanzado la gran helada del Heinrich 4.
Uno de los hallazgos más relevantes fueron tres esqueletos en conexión anatómica que hicieron acto de presencia a raíz de la intervención en 2003, de hace entre cincuenta y cinco mil y cincuenta mil años. Se trata de dos adultos (una fémina y un varón) y un niño. En un principio se pensó que habían sido enterrados de manera natural debido al derrumbe de piedras, pero después, gracias a la posición de los brazos, se vio que el enterramiento del grupo había sido intencionado, con el objetivo de evitar que fueran devorados por grandes mamíferos. De hecho, el niño estaba enterrado junto a dos astrágalos de pantera, lo que sugiere que pudiesen llevar a cabo algún tipo de ritual y que quizás fuese el encuentro con ese animal el que acabó con su vida. Algo parecido sucede con la mujer, que tiene marcas de mordiscos de algún carnívoro grande en las manos. Esto plantea la opción de que quizás fuese el ataque de una fiera la causa de su muerte. De los dos primeros se hallaron  tanto los cráneos como las mandíbulas, al contrario que con el niño, por lo que se ha planteado la posibilidad de que el primer cráneo encontrado por Blanco Gago perteneciera al infante. La mujer, a la que los arqueólogos apodaron Paloma, conservaba el 85% de su esqueleto. Esto permitió estimar una estatura de 1,50 m, algo importante debido a que los Neandertales solían ser de mayores dimensiones en su edad adulta. El hombre también era bajo y tenía menos de veinticinco años. Posteriormente, también se localizaron otros restos como el maxilar inferior de un neonato, otro niño y un adolescente; algunos de los huesos quemados.
Además de fósiles humanos, también se ha excavado industria paleolítica musteriense y fauna del Pleistoceno Medio, con cien mil años de antigüedad, más o menos aproximándose al final de su presencia en Europa, algo que se ha podido datar gracias la colaboración de investigadores de la Universidad de Murcia con la de Universidad de Oxford, entre otras. La profusión de restos fósiles de diferentes animales (así como la industria lítica del Musteriense asociada a los Neandertales) es abundante: lince, gato montés, hiena de las cuevas, lobo, zorro, leopardo, puercoespín, tejón, caballo, rinoceronte, uro, asno silvestre, ciervo, cabra hispánica, murciélago, conejo, liebre, erizo, lagarto ocelado (típico aún hoy del Cabezo Gordo) y tortuga (cuya concha se piensa que fue utilizada por los Neandertales como una especie de cuenco). Por otro lado, los restos de fauna marina son escasos, pero sí se han encontrado una vieira y un berberecho. Esta gran variedad no significa necesariamente que los humanos que habitaban la sima se alimentasen de todos ellos, puesto que muchos caían a la sima por error, que actuaba como una trampa natural. No obstante, la mayoría sí responden a restos de su alimentación, pues muchos de estos restos de fauna presentan cenizas fósiles (destaca especialmente el consumo de caballo). Esto sumado al hallazgo de varios hogares en el interior del yacimiento demuestra que los Neandertales ya dominaban muy bien el fuego, aunque no todos los alimentos se los comían cocinados. El análisis de los fitolitos ha aportado el dato de que, a pesar de la gran cantidad de fósiles faunísticos, los neandertales se alimentaban sobre todo de vegetales. A su vez, los restos molares hallados parecen proceder de algún tipo de ritual funerario o, incluso, del canibalismo. 
En cuanto a los útiles líticos, la musteriense es la única cultura paleolítica del sitio arqueológico. Las herramientas eran talladas en sílex, cristal de roca, calcita, mármol y cuarzo. Estos dos últimos eran muy abundantes en el cabezo, al contrario que el Sílex, cuyo afloramiento más cercano estaría en las minas de La Unión, en El Albujón o ya en la Sierra de Carrascoy. Todos estos materiales forman un conjunto con presencia de elementos levallois hechos mediante lascas y con retoques en algunos filos. La tipología de las herramientas se extiende desde denticulados y raederas hasta puntas "Levallois", musterienses gruesas o raederas de "Tayac" y raspadores. Los percutores y  núcleos son escasos en el yacimiento, pero sí se ha localizado varios cantos rodados que se usaban para machacar vegetales.

## Puesta en valor
Desde 2004 el equipo que trabaja en la Campaña de Excavación oficial de la Escuela de Campo “Sima de las Palomas del Cabezo Gordo” de la Prehistoria y Paleoantropología del Cuaternario de la Región de Murcia abre el yacimiento al público a través de las jornadas de Puertas Abiertas de la Sima de las Palomas. Es un acontecimiento multitudinario al que acude cada año gente de todo el globo terráqueo.
| Año  | Visitantes | Comentarios |
| ---- | ---------- | --- |
| 2004 | 525        | - |
| 2005 | 447        | - |
| 2006 | 1255       | - |
| 2007 | 826        | - |
| 2008 | 500        | - |
| 2009 | 700        | - |
| 2010 | 440        | - |
| 2011 | 510        | - |
| 2012 | 479        | - |
| 2013 | 485        | - |
| 2014 | 658        | - |
| 2015 | 400        | - |
| 2016 | 2.326      | Este año, al haberse hecho una promoción muy grande y ser la entrada gratuita acudieron muchos visitantes. |
| 2017 | 1.609      | A partir de este año se tuvieron que organizar grupos previa reserva que permitían un total de 150 visitantes/hora. A partir de este año también se decidió hacer una Jornada en invierno además de la de verano. Antes solo se celebrara la de verano, que coincidía con el fin de la campaña de excavación de la sima. |
| 2018 | 1.466      | - |
| 2019 | 1.248      | - |
| 2020 | 639        | Solo se pudo organizar una edición en marzo, días después empezó el confinamiento por la pandemia del Covid-19. Este año se redujo el aforo a 100 visitantes/hora. |
| 2021 | 25         | Por la pandemia solamente se celebró una pequeña jornada para los sanitarios del Servicio Murciano de Salud. |

Hasta 2021 estaba prevista la construcción del Museo Paleontológico y de la Evolución Humana de la Región de Murcia en las inmediaciones de la sima, en el que se expondrían los hallazgos de este y otros yacimientos de fósiles de la Región de Murcia. No obstante, las obras quedaron detenidas por el Ayuntamiento de Torre-Pacheco sin vistas a continuarlas en un futuro cercano.